# Austrian International 1966
Die Austrian International 1966 als offene internationale Meisterschaften von Österreich im Badminton fanden in diesem Jahr zum zweiten Mal statt. Sie wurden vom 3. bis zum 4. Dezember 1966 in Linz ausgetragen. Es war einer der wenigen Starts von DDR-Badmintonspielern im nichtsozialistischen Ausland. Neben den unten aufgeführten Platzierungen gab es zwei weitere dritte Plätze für Gottfried Seemann und Ruth Preuß im Mixed sowie für Klaus Katzor im Einzel.

## Finalergebnisse
| Disziplin    | Sieger                        | Finalist                       | Ergebnis           |
| ------------ | ----------------------------- | ------------------------------ | ------------------ |
| Herreneinzel | Tom Bacher                    | Gottfried Seemann              | 15–2, 15–8         |
| Dameneinzel  | Ruth Preuß                    | Anke Witten                    | 11–6, 11–3         |
| Herrendoppel | Franz Beinvogl Siegfried Betz | Gottfried Seemann Klaus Katzor | 7–15, 17–16, 17–14 |
| Damendoppel  | Brigitte Hlinka Lore Voit     | Britta Kajdasz Pauli Schabl    | 15–8, 15–10        |
| Mixed        | Siegfried Betz Anke Witten    | Erwin Kirchhofer Pauli Schabl  | 18–17, 15–7        |

1. ↑  Andere Quellen listen Anke Witten und Heidi Menacher als Sieger.
2. ↑  Teilweise werden die Plätze 1 und 2 auch umgekehrt gelistet.